# Walerian Borowczyk
Walerian Borowczyk (* 2. September 1923 in Kwilcz; † 3. Februar 2006 in Paris) war ein polnischer Regisseur. Er lebte seit 1959 in Frankreich.

## Leben
Walerian Borowczyk machte zunächst eine Ausbildung zum Maler und Grafiker. 1953 konnte er hier den polnischen Nationalpreis gewinnen. Seine ersten Kontakte mit dem Film machte er als Filmplakatdesigner. Ende der 1950er Jahre begann er damit, kurze Zeichentrickfilme zu zeichnen. Anfang der 1960er Jahre verließ er Polen in Richtung Frankreich, wo er einer der herausragenden Trickfilmer des Landes wurde. Nach einer Reihe von Kurzfilmen, die vielfach ausgezeichnet wurden (unter anderem Dom, Renaissance, Les jeux des anges, Le dictionnaire de Joachim) drehte er 1968 seinen ersten richtigen Spielfilm, Goto, Insel der Liebe (Goto, l’île d'amour, 1969). Schon in diesem Film, in dem Pierre Brasseur die Hauptrolle spielte, legte er den Grundstein für die Filme, mit denen er bekannt wurde: Erotik.

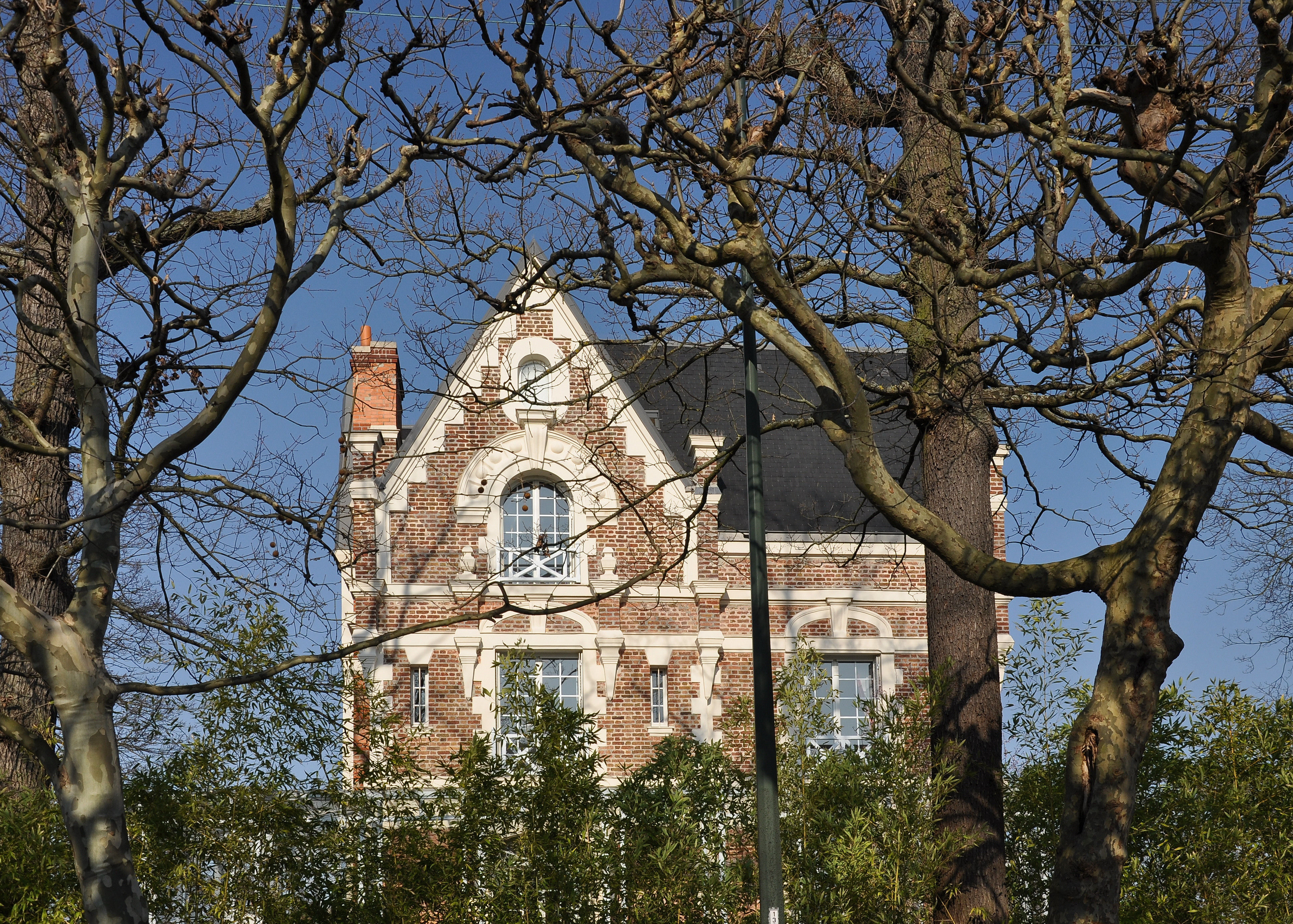
Haus in Le Vésinet, in welchem Borowczyk fast 30 Jahre lebte

Mit Unmoralische Geschichten (Contes immoraux, 1974) gelang ihm schließlich der Durchbruch. Manche Szenen des Films brachten ihm den Ruf ein, fast pornografische Werke zu schaffen. Zudem waren die sehr jungen – oder zumindest jung wirkenden – Darstellerinnen wie Charlotte Alexandra und Lise Danvers im Gespräch. In dem aus vier Episoden von unterschiedlicher Qualität bestehenden Film hatte auch Paloma Picasso, Tochter von Pablo Picasso, ihren einzigen Auftritt im Film als Elisabeth Báthory. Mit La Bête – Die Bestie (La Bête, 1975) und Unmoralische Novizinnen (Interno di un convento, 1978) konnte er weitere Erfolge verbuchen. Nach Lulu aus dem Jahr 1980 ging es mit der Karriere Borowczyks abwärts. Mit wenig Erfolg und ohne die Leichtigkeit seiner früheren Arbeiten gab es mit Emmanuelle 5 (1987) nur noch einen bekannten Film. Seine letzte Arbeit war 1990 eine Episode der Fernsehserie Erotisches zur Nacht (Série rose). Bei vielen seiner Filme war Borowczyk auch Drehbuchautor, bei manchen zudem Kameramann, Filmeditor und Produzent.
Für den Film Blanche (1972) gewann Borowczyk den großen Preis in der Sparte „Internationales Forum des jungen Films“ bei der Berlinale 1972. Schon 1968 hatte er dort einen Silbernen Bären für den Trickfilm Rosalie gewonnen, der bei den Filmfestspielen von Locarno eine lobende Erwähnung bekam. Für den polnischen Film Geschichte einer Sünde (Dzieje grzechu, 1975) war er bei den Filmfestspielen von Cannes 1975 für die Goldene Palme nominiert. Docteur Jekyll et les femmes brachte ihm einen Preis auf den Internationalen Filmfestspielen von Katalonien, Théâtre de M. et Mme. Kabal den Interfilm-Preis der Filmfestspiele von Mannheim-Heidelberg. Seine erste Nominierung für einen Filmpreis bekam er schon 1960 für eines seiner frühen Trickfilmwerke, Dom (1958).

## Filmografie (Auswahl)
- 1959: Dom (Animations-Kurzfilm, Co-Regie: Jan Lenica)
- 1964: Renaissance (Animations-Kurzfilm)
- 1965: Les jeux des anges (Animations-Kurzfilm)
- 1965: Le dictionnaire de Joachim (Animations-Kurzfilm)
- 1966: Rosalie (Kurzfilm)
- 1967: Théâtre de M. et Mme. Kabal
- 1969: Goto, Insel der Liebe (Goto, l’île d'amour)
- 1972: Blanche
- 1974: Unmoralische Geschichten (Contes immoraux)
- 1975: Das Biest (La bête)
- 1975: Geschichte einer Sünde (Dzieje grzechu)
- 1976: Emanuela 77 (La Marge)
- 1978: Unmoralische Novizinnen (Interno di un convento)
- 1979: Unmoralische Engel (Les héroïnes du mal)
- 1980: Lulu
- 1981: Docteur Jekyll et les femmes
- 1983: Ars amandi – Die Kunst der Liebe
- 1986–1991: Erotisches zur Nacht (Série rose, Fernsehserie, vier Folgen)
- 1987: Emmanuelle 5
- 1987: Königin der Nacht (Cérémonie d'amour)

## Ausstellungen
- 2014: Walerian Borowczyk: The Listening Eye.[1], Institute of Contemporary Arts, London.